# International Union for Quaternary Research
De  'International Union for Quaternary Research'  (INQUA) is de internationale vereniging die zich bezighoudt met de studie van het geologische tijdperk Kwartair. 
De vereniging werd in 1928 opgericht door een groep wetenschappers met het doel om met behulp van interdiscipliair onderzoek tot een beter begrip te komen van de milieu veranderingen tijdens het IJstijdvak. 
Het belangrijkste doel van INQUA, namelijk de bevordering van wereldwijde communicatie tussen Kwartair-onderzoekers, wordt vooral nagestreefd door de oprichting van nationale en regionale groepen ('comités') die zich met dit onderzoek bezighouden. Deze groepen kunnen zich als lid aanmelden en vervolgens een afgevaardigde naar de vereniging benoemen. De nationale comités zijn  verder zelfstandig (vaak op verschillende wijze) georganiseerd. Tegenwoordig (2007) bestaan er in meer dan 35 landen nationale comités. Naast deze groepsleden kent INQUA (individuele) ereleden. Dit zijn personen die zich op één of andere wijze voor INQUA of het Kwartair onderzoek verdienstelijk hebben gemaakt.
Behalve in nationale comités worden individuele leden georganiseerd in internationaal werkzame commissies die zich met een bepaald deelgebied bezighouden.
Voor de periode 2003-2007 zijn er de volgende commissies:
- 'Coastal and marine processes'
- 'Palaeoclimate'
- 'Palaeoecology and Human Evolution'
- 'Stratigraphy and Geochronology'
- 'Terrestrial Processes'

Elke vier jaar wordt een internationaal congres gehouden. In 2007 was dat in Cairns (Australië). Daarnaast worden in de tussenliggende perioden kleinere congressen en symposia georganiseerd, vaak door de commissies of de nationale comités.
De vereniging geeft twee tijdschriften uit:
- Quaternary International - wetenschappelijk tijdschrift
- Quaternary Perspectives - nieuwsbrief